# ويليام روبسون (سياسي)
ويليام روبسون هو سياسي كندي، ولد في 3 أكتوبر 1864 بسكاربورو في المملكة المتحدة، وتوفي في 1941 بدولوث في الولايات المتحدة.